# Kaim
Kaim – obszar Krakowa wchodzący w skład Dzielnicy XII Bieżanów-Prokocim.
Wieś dóbr prestymonialnych kapituły katedralnej krakowskiej w powiecie szczyrzyckim województwa krakowskiego w końcu XVI wieku.

## Etymologia nazwy
Nazwa Kaim najprawdopodobniej pochodzi od nazwy osobowej Kaja, Kajmir, również z  języka pruskiego: kaims – wieś, od  określeń indoeuropejskich caymis oznaczających wieś, osadę. Również germańskie keim, heim (staro-wysoko-niemiecki: kaim, haim) – osada.

## Historia
Pierwotnie jedna część wsi Kaim stanowiła własność rycerską, druga należała do kapituły krakowskiej. W 1258 r. Chwalibóg, syn Dobiesława, zrzekł się praw do części wsi na rzecz kapituły krakowskiej. W 1464 r. Kazimierz IV Jagiellończyk przeniósł miejscowość z prawa polskiego na prawo niemieckie.

## Atrakcje turystyczne
W pobliżu dawnej wsi na wzgórzu Kaim znajduje się obelisk, wzniesiony przez Austriaków podczas I wojny światowej, dla upamiętnienia odparcia ofensywy z 6 grudnia 1914 roku wojsk rosyjskich atakujących Kraków.
Wzgórze jest także atrakcyjnym punktem widokowym.